# Johan Erhard Areschoug
Johan Erhard Areschoug (Johannes Erhard Areschoug, Philos. Doctor, Botanices et Oeconomiae) (Göteborg, 16 settembre 1811 – 7 maggio 1887) è stato un botanico e ficologo svedese.
Membro della famiglia svedese Arreskow, talvolta il suo nome è registrato come "John".

## Biografia
Areschoug studiò Scienze naturali presso l'Università di Lund, dove nel 1838 conseguì il dottorato in Filosofia.
Nel 1859 successe a Elias Magnus Fries (1794-1878) come professore di Botanica all'Università di Uppsala, ruolo che mantenne fino al 1876.
Nel 1851, fu eletto membro dell'Accademia reale svedese delle scienze.

## Attività scientifica
Areschoug compì molteplici ricerche in campo sulle crittogame scandinave ed è ricordato per il suo lavoro nel campo della Ficologia. Il genere di alghe rosse Areschougia, della famiglia Areschougiaceae, è stato così denominato in suo onore.

## Opere principali
- Symbolae Algarum rar. Florae scandinavicae (1838).
- Iconographia phycologica (1847).
- Phyceae scanidnavicae marinae (1850).
- Observationes phycologicae (1883).